# Kanton Mortain
Kanton Mortain (francouzsky Canton de Mortain) byl francouzský kanton v departementu Manche v regionu Dolní Normandie. Tvořilo ho 10 obcí. Zrušen byl po reformě kantonů 2014.

## Obce kantonu
- Bion
- Fontenay
- Mortain
- Le Neufbourg
- Notre-Dame-du-Touchet
- Romagny
- Saint-Barthélemy
- Saint-Clément-Rancoudray
- Saint-Jean-du-Corail
- Villechien